# Juan Agraz
Juan Agraz (Albacete, ¿1431?-1453) fue un poeta español perteneciente a la lírica cancioneril.
Judeoconverso, estuvo al servicio del II Conde de Niebla Enrique de Guzmán y participó como escudero y poeta en la Corte de Juan II de Castilla. Mantuvo relaciones literarias con Juan de Mena y Juan Alonso de Baena, aunque este último no recogió su poesía en su famoso Cancionero porque es posterior. A excepción de un par de composiciones amorosas, toda su producción es satírica o política y en sus versos se deja notar una vena moralizante y ciertos contenidos marianos inhabituales en alquel momento. Autor de una docena de poemas, se le conoce, sobre todo, por tres elegías fúnebres: 
- Decir de la muerte del Conde de Niebla, de 1468,
- Decir cuando murió el maestre de Santiago, y
- Coplas a la muerte del Conde de Mayorga (Juan Pimentel)

También dedicó composiciones al condestable Álvaro de Luna y al maestre de Alcántara y Calatrava Gutierre de Sotomayor. Fue víctima de agrios ataques por parte del poeta Antón de Montoro, y mantuvo un típico cruce de insultos poéticos con el poeta Juan Marmolejo. En el decir que consagró a la muerte de su señor el conde de Niebla don Enrique de Guzmán difiere de su modelo, Juan de Mena, en detalles importantes, como si pareciera estar mejor informado que Mena o las crónicas que concuerdan con el ingenio cordobés: el Conde no habría muerto ahogado con los suyos, sino lanceado por una azagaya, y los caballeros que le acompañaban habrían sido degollados a espada por no querer abjurar. Además, al contrario que Juan de Mena, ofrece los nombres y cargos de quienes murieron en la misma empresa.
Sus obras aparecen en el Cancionero General, en el de Obras de burla, en el Cancionero de Palacio (593 y 594) y en el de Roma.